# باغا قاغان
باغا قاغان هو الخاقان السابع (587 – 588) للجناح الشرقي للغوكتورك أثناء الاضطرابات الداخلية في الخاقانية. تم ذكره باسم (处罗侯) في السجلات الصينية، وساوا أو سابا في المصادر الساسانية.